# 皇甫谧墓
皇甫谧墓，位于中国甘肃省灵台县东北独店乡张鳌坡村，为一个省级文物保护单位，类型为古墓葬。
皇甫谧墓的历史年代为晋代。1963年列为省级文物保护单位，80年代初，重新修葺扩建，占地400平方米，陵园以皇甫谧墓冢为中心。混凝土砌阶，冢前树立墓碑，园内植树育花，环境幽雅。